# Exterieur
Exterieur is de benaming voor de buitenkant, het uiterlijk, het aanzicht van een object of bouwwerk. Anders dan bij het woord interieur gebruikt men hiervoor vaker Nederlandse equivalenten zoals de buitenkant of het aangezicht. 

## Exterieur van bouwwerken
In de architectuur omvat het exterieur alle fysieke elementen aan de buitenkant van een gebouw. Elementen zoals de buitenkozijnen, het balkon en het dak behoren tot het exterieur van een gebouw. In de jaren is het begrip exterieur in de architectuur steeds breder gedefinieerd. Ook de tuin, de oprit, het hek enz. worden bij het exterieur betrokken. 
Beroepen die zich met het exterieur bezighouden, zijn bijvoorbeeld de architect, de landschapsarchitect, de bouwkundige en stedenbouwkundige ontwerpers. Zij houden zich bezig met het aanpassen dan wel verbeteren van de esthetische en praktische kanten van een gebouw aan de directe omgeving. 
In Nederland kan ook de welstandscommissie van een gemeente zich bezighouden met het uiterlijk van een gebouw. Zij beoordeelt of de aanblik van een gebouw past bij de directe omgeving. Daarbij let zij op de historische waarde van het exterieur, de inpasbaarheid in de directe omgeving, excessen enz.

## Etymologie
Het woord "exterieur" is via het Frans afkomstig van het Latijnse woord exter, dat 'zich buiten bevindend' betekent en vergrotend van ex dat 'uit' betekent. Het tegenovergestelde van exterieur is interieur.